# Lateef Jakande
Lateef Kayode Jakande (Isla de Lagos, 23 de julio de 1929 - 11 de febrero de 2021) fue un periodista, escritor y político nigeriano que se convirtió en gobernador del estado de Lagos en Nigeria de 1979 a 1983, y más tarde ministro de Obras bajo el régimen militar de Sani Abacha (1993-1998).

## Primeros años
Lateef Kayode Jakande nació en la zona de Epetedo de la isla de lagos en el estado de Lagos, el 29 de julio de 1929. Ambos padres son de Omu-Aran, estado de Kwara. Estudió en la escuela pública de Lagos en Enu-Owa, Isla de Lagos, luego en la Escuela Metodista Bunham Memorial, Port Harcourt (1934-1943). Estudió brevemente en King's College, Lagos en 1943, y luego se matriculó en Ilesha Grammar School en 1945, donde editó un artículo literario llamado The Quarterly Mirror.
En 1949, Jakande comenzó una carrera en el periodismo primero con el Daily Service y luego en 1953 se unió al Nigerian Tribune. En 1956 fue nombrado editor en jefe del Tribune por el propietario Chief Obafemi Awolowo. Sus editoriales eran fácticos y directos, y las potencias coloniales los trataban con respeto.
Después de dejar el Tribune en 1975, Jakande estableció John West Publications y comenzó a publicar The Lagos News. Fue el primer presidente de la Asociación de propietarios de periódicos de Nigeria (NPAN).

## Gobernador del estado de Lagos
Animado por Awolowo, se postuló para las elecciones como gobernador ejecutivo del estado de Lagos en 1979, en la plataforma del Partido de la Unidad de Nigeria. Derrotó a sus oponentes, Adeniran Ogunsanya del NPP y al Sultán Ladega Adeniji Adele del Partido Nacional de Nigeria y posteriormente juró como gobernador. Su administración fue eficaz y abierta e implementó las políticas cardinales de su partido. 
Introdujo programas de vivienda y educativos dirigidos a los pobres, construyó nuevas escuelas primarias y secundarias en el vecindario y proporcionó educación primaria y secundaria gratuita. Estableció la Universidad Estatal de Lagos. El gobierno de Jakande construyó más de 30.000 viviendas. Las escuelas y las viviendas se construyeron a bajo precio, pero eran de gran valor. Algunas de las unidades de vivienda incluyen fincas de bajo costo en Amuwo-Odofin, Ijaiye, Dolphin, Oke-Afa, Ije, Abesan, Iponri, Ipaja, Abule Nla, Epe, Anikantamo, Surulere, Iba, Ikorodu, Badagry.
Para financiar algunos de los proyectos, Jakande aumentó las tarifas de vivienda y el precio de parcelas de tierra en áreas prósperas de la isla Victoria y la península de Lekki y las tarifas de procesamiento de loterías, piscinas y licencias de juego. También completó la construcción del Hospital General en Gbagada e Ikorodu y construyó unos 20 centros de salud en el estado. Como gobernador, estableció 23 consejos de gobierno local que luego fueron disueltos por los militares. También inició un proyecto de metroline para facilitar el transporte público. El proyecto se detuvo y su mandato como gobernador terminó cuando los militares tomaron el poder el 31 de diciembre de 1983.

## Carrera posterior
Después de la toma de posesión militar en 1983, Jakande fue acusado, procesado y condenado por traición, aunque más tarde fue indultado. Tras ser liberado, aceptó el cargo de Ministro de Obras bajo el régimen militar de Sani Abacha, lo que le valió algunas críticas. Afirmó que había aceptado el cargo bajo la presión de MKO Abiola y otros líderes progresistas. En una entrevista posterior, dijo que no se arrepiente de la decisión de servir. Sin embargo, su asociación con Abacha obstaculizó su carrera en la política después de la restauración de la democracia en 1999.
Alhaji Lateef Kayode Jakande se convirtió en miembro principal del Partido de los Pueblos de Nigeria (ANPP) cuando la UNPP y la APP se fusionaron. En junio de 2002, fue "suspendido" por una facción de la ANPP leal al jefe Lanre Razaq. Jakande fue el primer presidente del Partido Acción de Nigeria (APN) cuando se formó en noviembre de 2006. En mayo de 2009, se informó que estaba involucrado en una lucha por el control del partido con su ex aliado, la Dra. Adegbola Dominic.
Muchas personas destacadas asistieron a la celebración de su 75 cumpleaños. En este evento, el exgobernador del estado de Lagos, Bola Ahmed Tinubu, dijo que valía la pena celebrar a Jakande por su vida de compromiso constante con el servicio público. El exgobernador del estado de Imo, Achike Udenwa, dijo que la vida y los tiempos de Jakande personificaron "la resistencia, la audacia positiva, la valentía y la valentía, y un don para la excelencia".

## Fallecimiento
Jakande falleció en Lagos el 11 de febrero de 2021.